# 京都府道・奈良県道752号高田東鳴川線
京都府道・奈良県道752号高田東鳴川線（きょうとふどう・ならけんどう752ごう たかだひがしなるかわせん）は、京都府木津川市から奈良県奈良市に至る一般府県道である。

## 概要
京都府木津川市加茂町高田から奈良県奈良市法用町に至る。
奈良県内で目にする区間はほんのわずかに過ぎない。

### 路線データ
- 起点：京都府木津川市加茂町高田（浄瑠璃寺口交差点、奈良県道・京都府道44号奈良加茂線交点）
- 終点：奈良県奈良市法用町（奈良県道・京都府道33号奈良笠置線交点）

## 路線状況

### 重複区間
- 奈良県道・京都府道47号天理加茂木津線（京都府木津川市加茂町岩船・岩船寺口交差点 - 木津川市加茂町岩船・ミロクの辻交差点）

## 地理

### 通過する自治体
- 京都府
  - 木津川市
- 奈良県
  - 奈良市

### 交差する道路
| 交差する道路                                      | 都道府県名 | 市町村名 | 交差する場所 | 交差する場所            |
| ------------------------------------------------- | ---------- | -------- | ------------ | ----------------------- |
| 奈良県道・京都府道44号奈良加茂線                  | 京都府     | 木津川市 | 加茂町高田   | 浄瑠璃寺口交差点 / 起点 |
| 奈良県道・京都府道47号天理加茂木津線 重複区間起点 | 京都府     | 木津川市 | 加茂町岩船   | 岩船寺口交差点          |
| 奈良県道・京都府道47号天理加茂木津線 重複区間終点 | 京都府     | 木津川市 | 加茂町岩船   | ミロクの辻交差点        |
| 奈良県道・京都府道33号奈良笠置線                  | 奈良県     | 奈良市   | 法用町       | 終点                    |

### 沿線
- 浄瑠璃寺